# トマス・パーカー (執事)
トマス・パーカー（Thomas Parker、1605年 – 1683年）は、アメリカ合衆国マサチューセッツ州レディング (Reading) の町の創建者のひとりとなった教会の執事で、マサチューセッツ第12会衆派教会（現在のファースト・パリッシュ会衆派教会 (the First Parish Congregational Church) の前身）の創設者のひとり。

## 生涯
パーカーは、1635年3月11日にロンドンを発ち、船でマサチューセッツに向かった。当初は、リン (Lynn) に住んだが、1638年に今日のレディングへの最初の入植者（あるいは最初の入植者集団のひとり）となった。この地は最初「リン・ヴィレッジ (Lynn Village)」として知られたが、1644年には7家族が7軒の家に住む集落レディングとして法人化された。この命名については、パーカーが関わっていたと示唆する証拠があり、パーカーは「Ryddinge」という名の土地を所有していたイングランドのリトルノートン (Little Norton) という町のパーカー家と関係があったとされている。

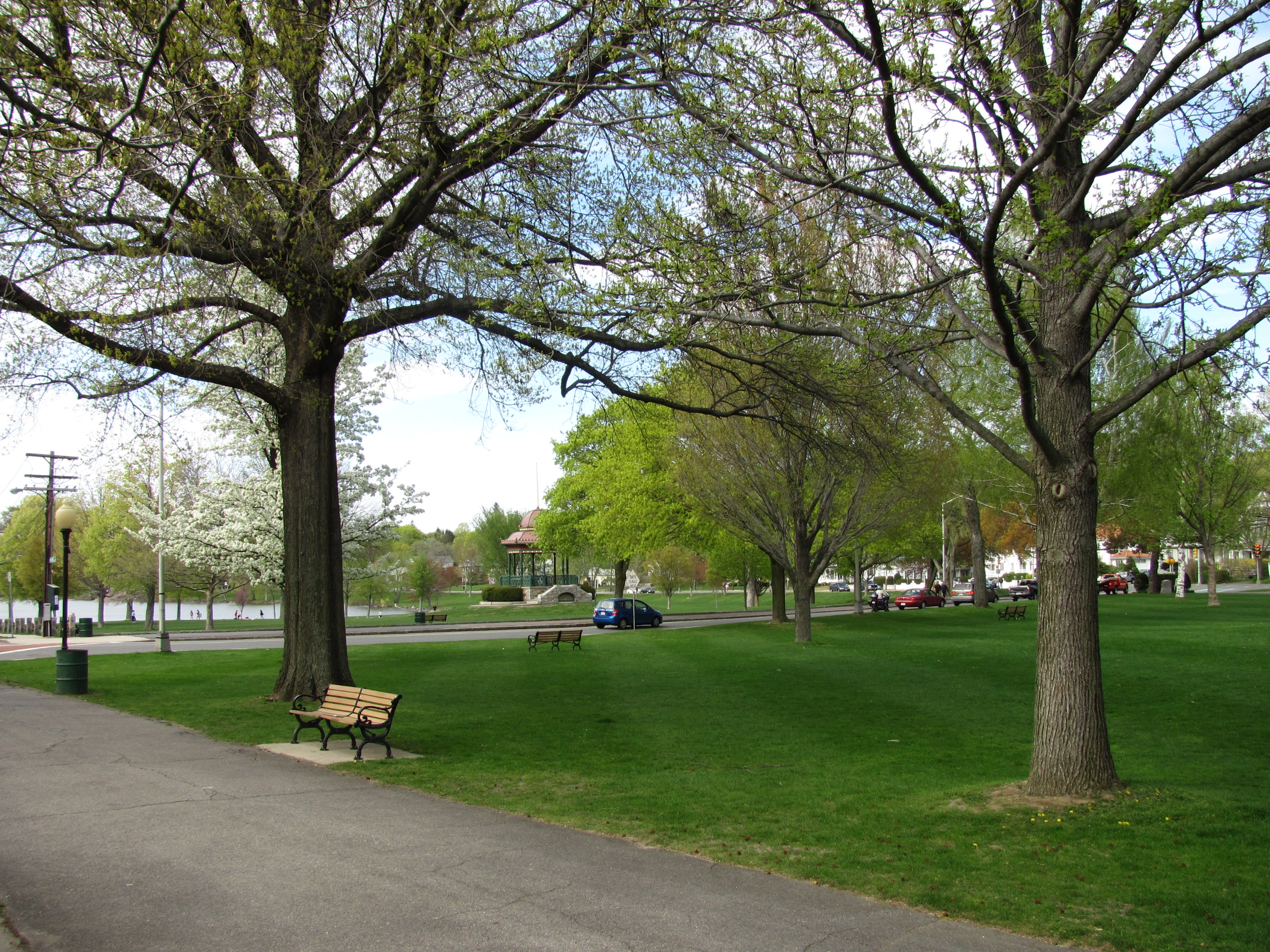
ウェイクフィールド・コモン

パーカーはレディングの都市行政委員/セレクトマンとなり、司法委員 (Judicial Commissioner) も務めた。パーカーは、イプスウィッチ川 (Ipswich River) の北側におよそ200エーカー（80ヘクタール）の土地を所有していたが、この所有地は、当時レディングの一部であったウェイクフィールドの入会地/コモンズ（現在のウェイクフィールドのタウンホールの北東に広がっていた）の東側一帯と接していた 。18世紀後半に、レディングは3つの町に分割され、新たにウェイクフィールド（Wakefield：First Parish と通称）、ノース・レディング（North Reading：Second Parish）、レディング (Third Parish) が設けられた。
パーカーの墓標は、ウェイクフィールドのファースト・パリッシュ会衆派教会の西側すぐの墓地に置かれている。しかし、パーカーの実際の墓は、（当時は現在より広かった）ウェイクフィールド・コモン (Wakefield Common) の東側にある。1834年当時、この古い埋葬地は放置され、荒れるに任せてほとんど姿を消した状態になっていた。この年、タウンハウスの建設作業の途中で、そこにあった墓のいくつかは誤って破壊されてしまった。復元できた墓標は現在の教会西側の場所に移設されたが、移されたのは墓標だけで墓そのものは現地に残された。